# Huang Hua
Dans ce nom chinois, le nom de famille, Huang, précède le nom personnel.
Cet article concerne un homme politique chinois. Pour la joueuse chinoise de badminton, voir Huang Hua (badminton).
Huang Hua (en chinois 黄华, pinyin : Huáng Huá, d'abord connu sous le nom de Wang Rumei; né le 25 janvier 1913 dans le Hebei et mort le 24 novembre 2010 à Pékin) est un homme politique chinois. Il fut ministre des Affaires étrangères de 1976 à 1982.